# Stefan Grote
Stefan Grote (* 7. März 1958 in Braunlage) ist ein deutscher Politiker (SPD). Er war von 1998 bis 2003 Abgeordneter im Landtag von Niedersachsen.
Grote besuchte die Volksschule in Hohegeiß und danach die Realschule in Braunlage. Nach dem Fachabitur in Göttingen studierte er an einer Fachhochschule in Berlin Nachrichtentechnik. Nach dem zweijährigen Wehrdienst in Clausthal-Zellerfeld war er von 1983 bis 1989 bei der Deutschen Bundespost tätig. Danach war er bis zu seiner Wahl in den Landtag bei der Deutschen Telekom beschäftigt. Während dieser Zeit war er 1990 der SPD beigetreten, für die er 1991 Ratsmitglied in Braunlage wurde. Er wurde 1998 durch ein Direktmandat im Wahlkreis 17 Harz in den Landtag von Niedersachsen gewählt, dem er bis 2003 angehörte. Von 2006 bis 2019 war Stefan Grote Bürgermeister der Stadt Braunlage. Seit dem 1. November 2021 gehört er dem Kreistag des Landkreises Goslar an.